# 森本亜美
森本 亜美（もりもと あみ、1989年6月26日 - ）は、日本のタレントである。以前は橋本あみとしてグラビア活動していた。

## 人物・来歴
- Dias Records所属。
- 芸能人女子フットサルチーム「TEAM WESTWIND」に所属していた。背番号は「12」。
- 2008年、個人の活動と平行して、新芽歩（現：高橋りな）、稲富菜穂とともに、橋本亜美名義で3人組テクノポップユニットコスメティックロボットを結成しライブ活動、CDリリースをする。なお、愛称もっさんはこのとき他のメンバーによってつけられた[2]。
- 2011年4月19日に事務所移籍に伴い、改名。

## シングルCD
1. ∞ReFrain∞niarFeR∞（Dias Records、2009年3月28日発売）
  - カップリング：春〜youthful day〜
2. 時の魔法（Dias Records、2011年6月8日発売）
  - カップリング：Active Song
3. あなたの傘（Dias Records、2012年1月11日発売）
  - カップリング：DAYS!

## 出演

### 舞台
- もしかも!（2010年11月5日 - 8日、新宿シアターブラッツ）柿崎奇跡 役
- 絆〜kizuna〜（2010年12月23日 - 26日、池袋シアターKASSAI）主演
- バンク・バン・レッスン（2011年1月15・16日、てあとるらぽう）
- HAPPY MAP（2011年4月8日 - 10日、新宿トップスペース）友情出演
- 劇団空感エンジンプロデュース公演「オサエロ」（2011年8月10日 - 14日、東日本橋アクアスタジオ）
- 劇団空感エンジンプロデュース公演「PRIDE」（2011年11月9日 - 13日、東日本橋アクアスタジオ）
- 第1回オフィススリーポイント公演「キミコイ。」（2012年1月20日 - 22日、新宿トップスペース）
- 劇団空感エンジン本公演「ロンリー」（2012年2月16日 - 20日、池袋シアターグリーン）
- 劇団空感エンジンプロデュース公演「解体OK」（2012年4月18日 - 22日、両国エアースタジオ）
- 劇団空感エンジンvol.6「ドゥーグヌァードカーン・ペ!」（2013年2月21日 - 24日、池袋・シアターグリーン BIG TREE
- THEATER）

### テレビ
- オーマイガー（2011年4月20日 - 、チバテレビ） - レギュラーレポーター

### ラジオ
- 森本亜美と稲富菜穂のCosmeticが止まらない（2010年1月 - 2011年6月、ラジオ日本） - ウハウハ大放送内レギュラーコーナー
- 森本亜美のマインドスケッチ（2012年 -、FM Ciao!）